# Ashton-Sandy Spring
Ashton-Sandy Spring é uma Região censo-designada localizada no estado americano de Maryland, no Condado de Montgomery.

## Demografia
Segundo o censo americano de 2000, a sua população era de 3437 habitantes.

## Geografia
De acordo com o United States Census Bureau tem uma área de 19,7 km², dos quais 19,6 km² cobertos por terra e 0,1 km² cobertos por água.

## Localidades na vizinhança
O diagrama seguinte representa as localidades num raio de 8 km ao redor de Ashton-Sandy Spring. 